# British Home Championship 1922/23
Die British Home Championship 1922/23 war die 35. Auflage des im Round-Robin-System ausgetragenen Fußballwettbewerbs zwischen den vier britischen Nationalmannschaften von England, Irland (ab 1950/51 Nordirland), Schottland und Wales.
| Pl. | Nationalmannschaft | Sp. | S | U | N | Tore    | Punkte |
| --- | ------------------ | --- | - | - | - | ------- | ------ |
| 1.  | Schottland         | 3   | 2 | 1 | 0 | 005:200 | 05:10  |
| 2.  | England            | 3   | 1 | 2 | 0 | 006:400 | 04:20  |
| 3.  | Irland             | 3   | 1 | 0 | 2 | 003:300 | 02:40  |
| 4.  | Wales              | 3   | 0 | 1 | 2 | 002:700 | 01:50  |

|                                                   |   |            |           |
| 21. Oktober 1922 in West Bromwich (The Hawthorns) |   |            |           |
| England                                           | – | Irland     | 2:0 (0:0) |
| 3. März 1923 in Belfast (Windsor Park)            |   |            |           |
| Irland                                            | – | Schottland | 0:1 (0:0) |
| 5. März 1923 in Cardiff (Ninian Park)             |   |            |           |
| Wales                                             | – | England    | 2:2 (1:1) |
| 17. März 1923 in Paisley (Love Street)            |   |            |           |
| Schottland                                        | – | Wales      | 2:0 (1:0) |
| 14. April 1923 in Glasgow (Hampden Park)          |   |            |           |
| Schottland                                        | – | England    | 2:2 (1:2) |
| 14. April 1923 in Wrexham (Racecourse Ground)     |   |            |           |
| Wales                                             | – | Irland     | 0:3 (0:3) |